# West Mercer (Dakota del Norte)
West Mercer es un territorio no organizado ubicado en el condado de Mercer en el estado estadounidense de Dakota del Norte. En el Censo de 2010 tenía una población de 782 habitantes y una densidad poblacional de 0,47 personas por km².

## Geografía
West Mercer se encuentra ubicado en las coordenadas 47°14′38″N 101°59′1″O / 47.24389, -101.98361. Según la Oficina del Censo de los Estados Unidos, West Mercer tiene una superficie total de 1660.99 km², de la cual 1644.76 km² corresponden a tierra firme y (0.98%) 16.22 km² es agua.

## Demografía
Según el censo de 2010, había 782 personas residiendo en West Mercer. La densidad de población era de 0,47 hab./km². De los 782 habitantes, West Mercer estaba compuesto por el 98.85% blancos, el 0% eran afroamericanos, el 0.51% eran amerindios, el 0% eran asiáticos, el 0% eran isleños del Pacífico, el 0% eran de otras razas y el 0.64% pertenecían a dos o más razas. Del total de la población el 0.77% eran hispanos o latinos de cualquier raza.